# Првенство Србије у рагбију 13
Првенство Србије у рагби лиги (Првенство Србије у рагбију 13 / Prvenstvo Srbije u ragbiju 13) је домаће такмичење у рагби лиги (рагбију 13) које се игра у Србији. Такмичење је започето 2002. у коме је учествовало 4 тима, такмичење се играло двокружно свако са сваким, које је трајало од априла до августа. Такмичење је било успешно и тако је рагби 13 лига настављена и у 2003. години. Током следећих година појављивали су се нови клубови, али су нестајали и стари. Тек у сезони 2007. и 2008. године су донеле стабилизацију на рагби лига сцени у Србији. Кад су клубови попут Подбара и Палилулац Чекићари (Ниш) приступили такмичењу. Убрзо Факултет политичких наука (ФПН XIII - Феникси) из Београда су основали свој рагби лига тим, који је и први студентски рагби тим из било ког кода рагбија у земљи и региону. Њихово место је касније у такмичењу преузео тим Београдски Универзитет XIII, док је ФПН XIII са осталим студентским тимовима формирао Универзитетску Лигу Србије - УниЛигу. У 2009. години, први пут је започета лига нижег ранга за новоосноване клубове.
Како се нови клубови оснивају и прикључују Рагби Лига Федерацији Србије, даљи развој и пораст квалитета се очекује у годинама које следе.

## Тимови
Укупно 29 тимова је играло лигу, док је Дорћол остао једини тим који је играо сваке године. Поред сваког клуба у загради су године у којима су клубови учествовали у првенству.
- Београдски Универзитет (08, 09, 10)
- Бели Орао - Крушевац (02, 03)
- Борац - Раковица (03)
- Београдски Омладински Рагби 13 Клуб (20)
- Дорћол (Паукови) - Београд (02, 03, 04, 05, 06, 07, 08, 09, 10, 11, 12, 13, 14, 15, 16, 17, 18, 19)
- ФПН XIII (Феникси) - Београд (07)
- Колубара - Лазаревац (08)
- Раднички Ниш (Рагби 13 клуб Ниш, пре Палилулац Чекићари) (07, 08, 09, 10, 11, 12, 13, 14, 15, 16, 17, 18, 19, 20)
- Раднички Нови Београд (Пацови) - Београд (Нови Београд од 2012 до 2017. Од 2017. фузионисао се са Радничким Београд) (12, 13, 14, 15, 16, 17, 18, 19, 20)
- Раднички - Београд (13, 14)
- Раднички - Нова Пазова (08, 09, 10, 11, 12, 13, 14, 15, 16)
- Ред енд Вајтс (пре Подбара) - Нови Сад (07, 08, 09, 10, 12, 13, 14)
- Морава - Београд (02, 03, 04, 05, 06, 10)
- Морава Гепарди - Лесковац (11, 12, 13, 14, 15, 16, 17, 18, 19, 20)
- Комарци (03)
- Нови Сад (02, 03, 04)
- Панчево (06)
- Соко - Врање (11, 12, 13, 14, 15, 16, 17, 18)
- Стари Град - Београд (11, 12, 13, 14)
- Војводина - Нови Сад (04, 05, 06)
- Вождовац Змајеви - Београд (05, 13, 14)
- Војвода/Јединство - Панчево (13, 14)
- Полицајац - Београд (13, 14)
- Партизан - Београд (14, 15, 16, 17, 18, 19, 20)
- Змај - Земун (13, 14)
- Ташмајдан Тигрови - Београд (14, 15, 16, 17, 18, 19). Од 2020. име клуба је Дорћол Тигрови (20)
- Војна Академија (Витезови) - Београд (13, 14)
- Цар Душан Силни - Параћин (17, 18, 19, 20)
- Цар Лазар - Крушевац (10, 11, 12)
- Црвена звезда - Београд (07, 08, 09, 10, 11, 12, 13, 14, 15, 16, 17, 18, 19, 20)

## Формат
2012. такмичило се 10 екипа подељено у два ранга такмичења (А и Б), и то је други ниво такмичења био подељен на две групе засноване на географској основи (Север и Југ). Играло се двокружно.
У групи А, након лигашког дела такмичења приступало се плејофу и то први са табеле на крају регуларног дела сезоне је био први финалиста док су 2. и 3. са табеле играли полуфинале, победник полуфинала је био други финалиста.
У групи Б, два тима са врха табеле из својих група (Север/Југ) су се квалификовала у полуфинале (Север 1 - Југ 2; Југ 1 - Север 2). Победници полуфинала играли су у финалу Групе Б како би одлучили шампиона и тим који ће прећи у виши ранг такмичења, следеће сезоне.
Током регуларног дела сезоне, тимови зарађују 2 бода за победу, 1 бод за нерешену утакмицу и 0 бодова за пораз. Тиму се одузима 3 бода за сваку предату утакмицу.
Од 2017 године Прва лига Србије броји 8 клубова.Oни су подељени у две групе А и Б са по четири клуба. Игра се једнокружно (3 кола) или двокружно (6 кола).Након овог дела прве три екипе из А групе и прва екипа из Б групе формирају Супер Лигу Србије. На основу резултата у првом делу сезоне, Првој Лиги Србије клубови добијају бонус бодове (од 1 до 4).Затим се игра још један или два круга. Ако се у првом делу играло 2 круга у Супер Лиги се игра онда само један,или обрнуто.Ако се у Првој лиги играо само један круг, онда се у Супер Лиги игра два круга. Укупно у Првој лиги и Супер лиги игра се 9 кола. Након 9 кола игра се Плеј оф за Првака Србије:
Полуфинале и Финале Плеј офа. Предност домаћег терена у Плеј офу има боље пласирана екипа у Супер Лиги Србије.

## Велика финала
| Сезона | Победник      | Финалиста          | Резултат | Стадион                           |
| ------ | ------------- | ------------------ | -------- | --------------------------------- |
| 2002.  | Дорћол        | Бели Орао Крушевац | 46 – 22  | Стадион на Ади Циганлији, Београд |
| 2003.  | Дорћол        | Нови Сад           | 25 – 4   | Стадион ФК 21. мај, Београд       |
| 2004.  | Дорћол        | Војводина Нови Сад | 48 – 6   | Градски Стадион, Панчево          |
| 2005.  | Дорћол        | Војводина Нови Сад | 19 – 0   |                                   |
| 2006.  | Дорћол        | Морава Београд     | 34 – 10  | СЦ Инге, Београд                  |
| 2007.  | Дорћол        | Подбара Нови Сад   | 16 – 10  | СЦ Инге, Београд                  |
| 2008.  | Дорћол        | Подбара Нови Сад   | 60 – 18  | СЦ Инге, Београд                  |
| 2009.  | Дорћол        | Подбара Нови Сад   | 82 – 0   | СЦ Инге, Београд                  |
| 2010.  | Дорћол        | Црвена звезда      | 50 – 0   | Стадион ФК Дорћол, Београд        |
| 2011.  | Дорћол        | Цар Лазар Крушевац | 72 – 4   | Стадион ФК Дорћол, Београд        |
| 2012.  | Дорћол        | Црвена звезда      | 30 – 22  | Стадион ФК Дорћол, Београд        |
| 2013.  | Дорћол        | Црвена звезда      | 32 – 8   | Стадион ФК Дорћол, Београд        |
| 2014.  | Црвена звезда | Дорћол             | 36 – 26  | Стадион ФК Дорћол, Београд        |
| 2015.  | Дорћол        | Партизан           | 50 – 34  | Стадион ФК Раднички, Нови Београд |
| 2016.  | Дорћол        | Црвена звезда      | 26 – 10  | Стадион на Ади Циганлији, Београд |
| 2017.  | Црвена звезда | Партизан           | 44 – 22  | Стадион на Ади Циганлији, Београд |
| 2018.  | Црвена звезда | Партизан           | 36 – 16  | СЦ Инге, Београд                  |
| 2019.  | Црвена звезда | Партизан           | 50 – 24  | СЦ Инге, Београд                  |
| 2020.  | Црвена звезда | Партизан           | 20 – 12  | СЦ Инге, Београд                  |
| 2021.  | Црвена звезда | Партизан           | 30 – 18  | Стадион ФК Херој, Београд         |
| 2022.  | Црвена звезда | Партизан           | 44 – 12  | Стадион ФК Сава, Београд          |
| 2023.  | Црвена звезда | Партизан           | 22 – 20  | Стадион ФК Сава, Београд          |
| 2024.  | Партизан      | Црвена звезда      | 56 – 14  | Стадион ФК Херој, Београд         |